# Blasssporrüblinge
Die Blasssporrüblinge (Gymnopus) sind eine Pilzgattung aus der Familie der Omphalotaceae.
Die Typusart ist der Spindelige Rübling (Gymnopus fusipes).

## Merkmale
Die Typusart besitzt rüblingsartige, büschelige Fruchtkörper mit auffallend wurzelndem Stiel, der oft aus einem dunklen Sklerotium entspringt.
Die Arten der mittlerweile primär genetisch definierten Gattung der Blasssporrüblinge besitzen ein weißes oder hellcremefarbenes Sporenpulver und Fruchtkörper mit Stiel, Hut und Lamellen. Die Fruchtkörper sind zentral gestielt und rüblings- bis schwindlingsartig, das heißt, sie haben ein elastisches Fleisch und sind entweder etwas fleischig in Hut und Stiel oder haben einen sehr dünnen, dann gerne dunklen Stiel und fast kein Hutfleisch. Die Lamellen sind frei oder aufsteigend angewachsen.
Die Sporen sind dünnwandig und weder amyloid noch dextrinoid. Auch nachreifende Sporen werden nicht sekundär dextrinoid, wie dies in der eng verwandten Gattung der Rosasporrüblinge (Rhodocollybia) sein kann. Die Hyphen der Huthaut können knorrig oder verzweigt sein.

## Arten
Die Gattung wurde früher in einem weiten Sinn aufgefasst und umfasste so weltweit etwa 300 Arten. Es zeigte sich aber, dass die Gattung der Blasssporrüblinge polyphyletisch ist, woraufhin sie in mehrere kleinere Gattungen aufgetrennt wurde.
Europäische Arten der Blasssporrüblinge im engen Sinn (Gymnopus s. str.), die genetisch als richtig eingestuft gelten, sind:
- Dunkelhütiger Gebirgs-Rübling (Gymnopus alpinus)[4]
- Rosshaar-Blasssporrübling (Gymnopus androsaceus)[2]
- Hellhütiger Waldfreund-Rübling (Gymnopus aquosus)[4]
- Zweisporiger Rübling (Gymnopus bisporus)[2]
- Stinkkohl-Rübling (Gymnopus brassicolens)[4]
- Katalanischer Rübling (Gymnopus catalonicus)[2]
- Gemeiner Waldfreund-Rübling (Gymnopus dryophilus)[2]
- Rotstieliger Rübling (Gymnopus erythropus)[4]
- Stink-Schwindling (Gymnopus foetidus)[2]
- Spindeliger Rübling (Gymnopus fusipes, Typusart daher per definitionem Teil der Gattung)
- Unverschämter Rübling (Gymnopus impudicus)[2]
- Gelbblättriger Waldfreund-Rübling (Gymnopus ocior)[2]

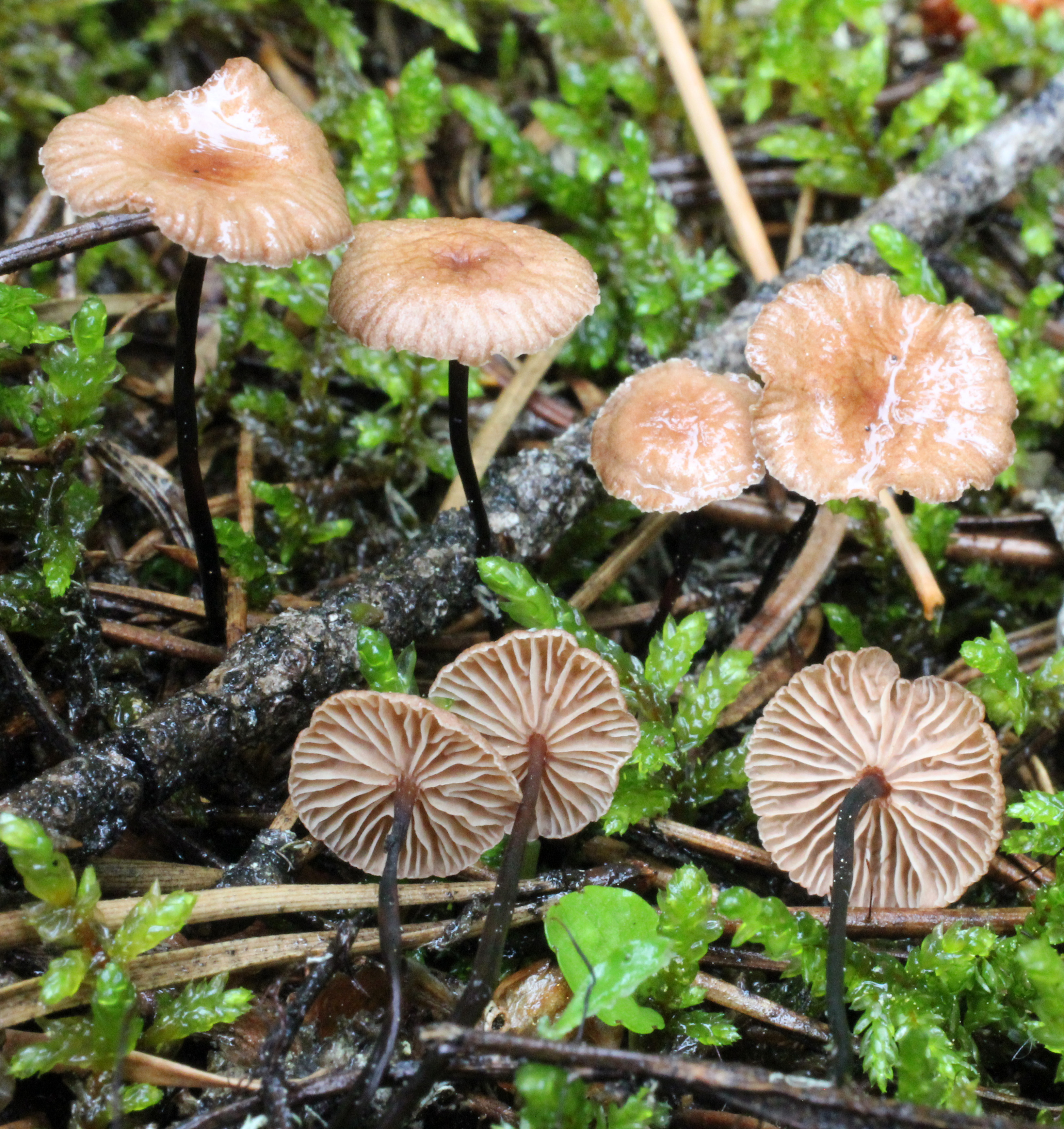
Rosshaar-Blasssporrübling Gymnopus androsaceus
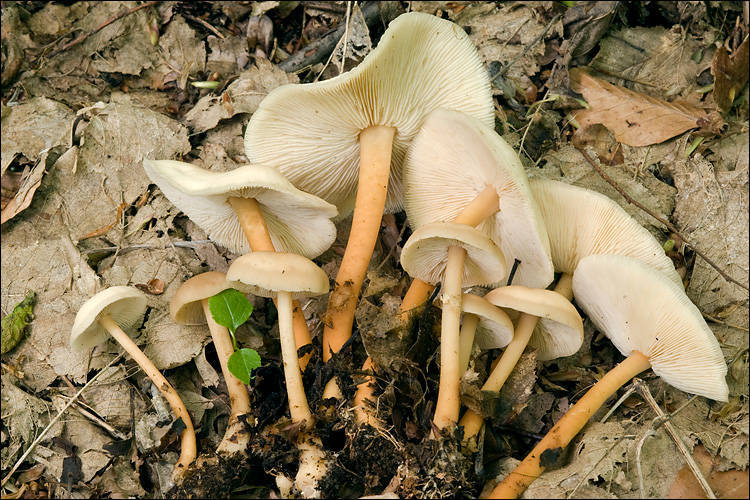
Hellhütiger Waldfreund-Rübling Gymnopus aquosus
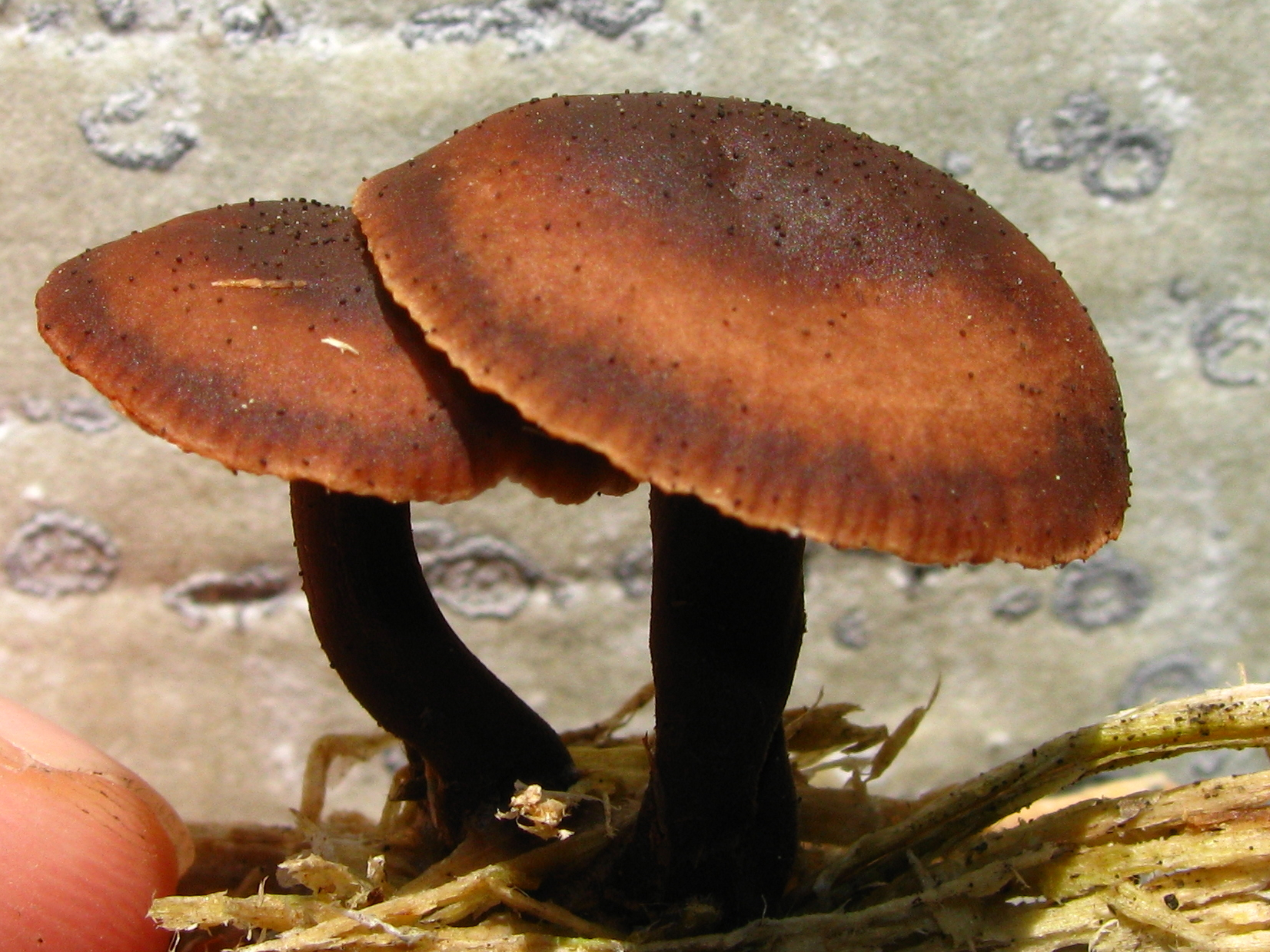
Stinkkohl-Rübling Gymnopus brassicolens
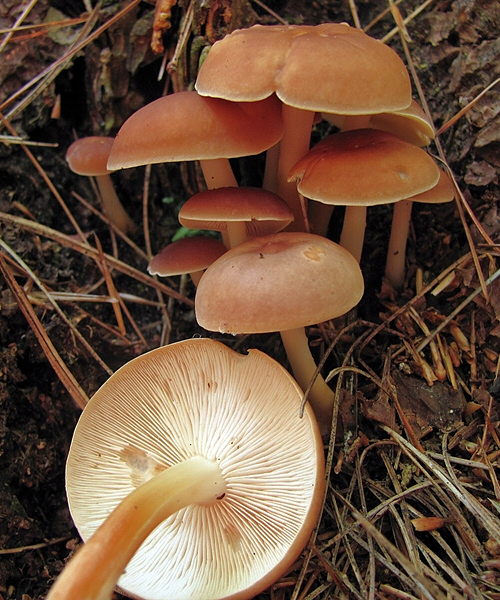
Gemeiner Waldfreund-Rübling Gymnopus dryophilus
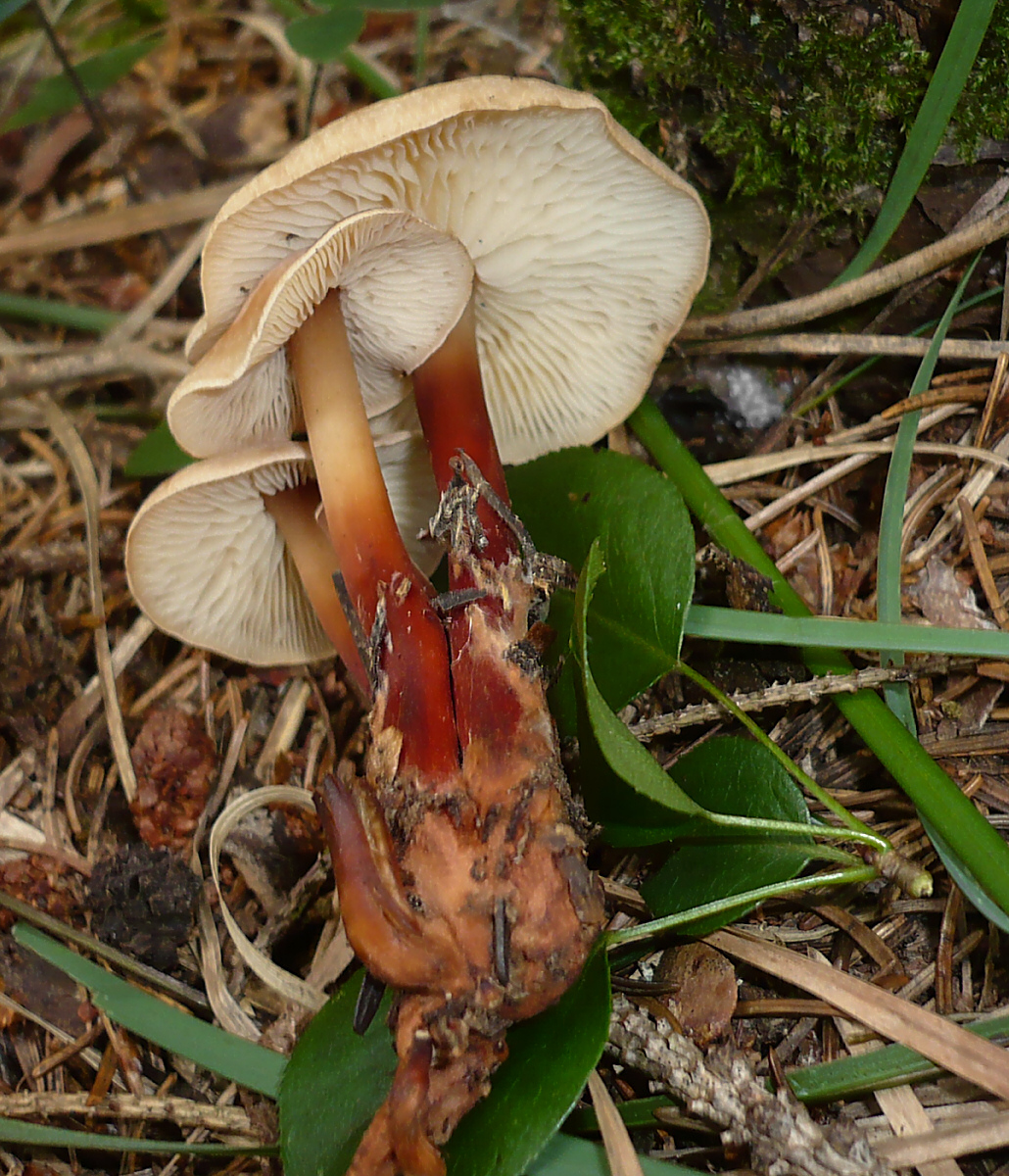
Rotstieliger Rübling Gymnopus erythropus
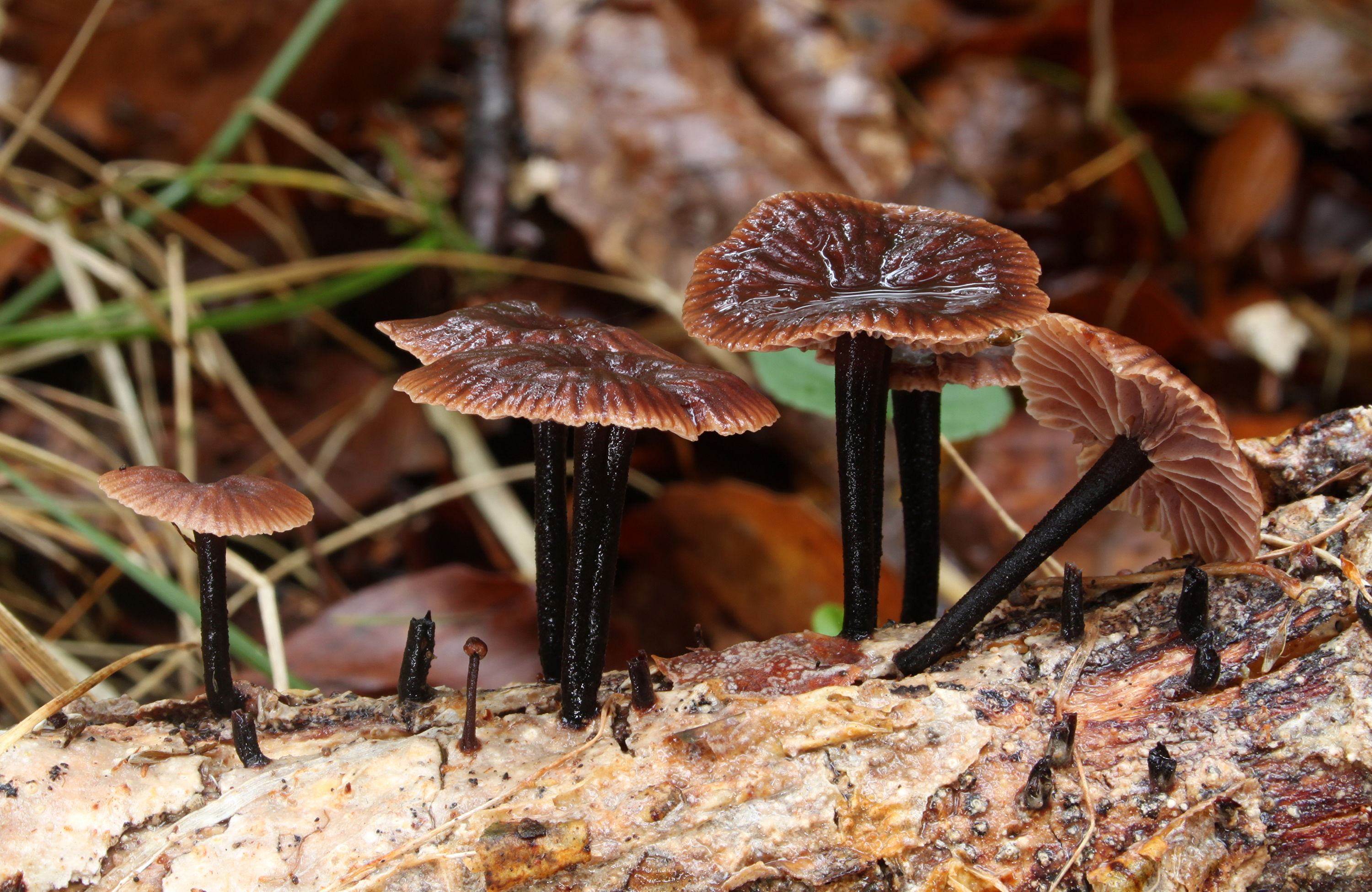
Stink-Schwindling Gymnopus foetidus
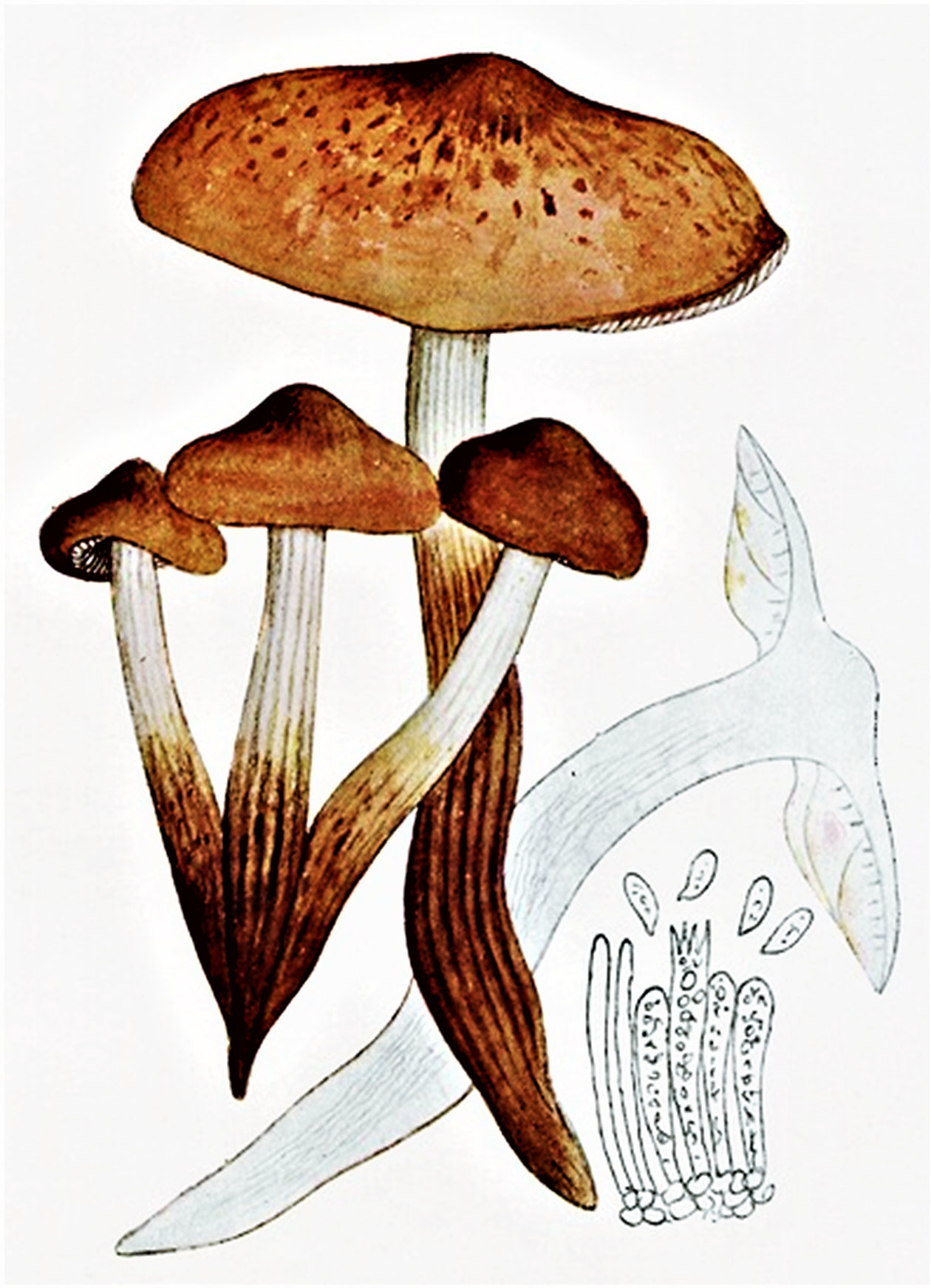
Spindeliger Rübling Gymnopus fusipes
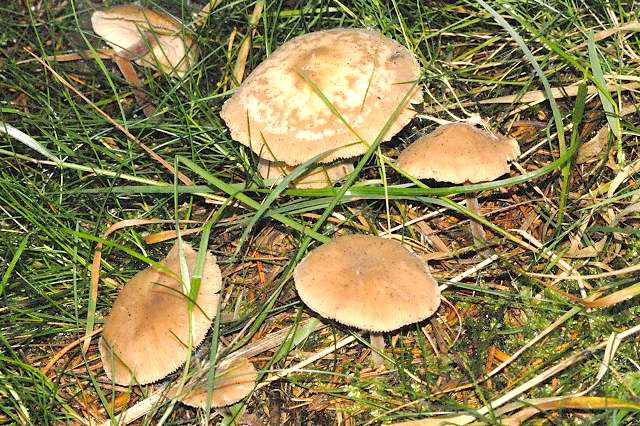
Unverschämter Rübling Gymnopus impudicus
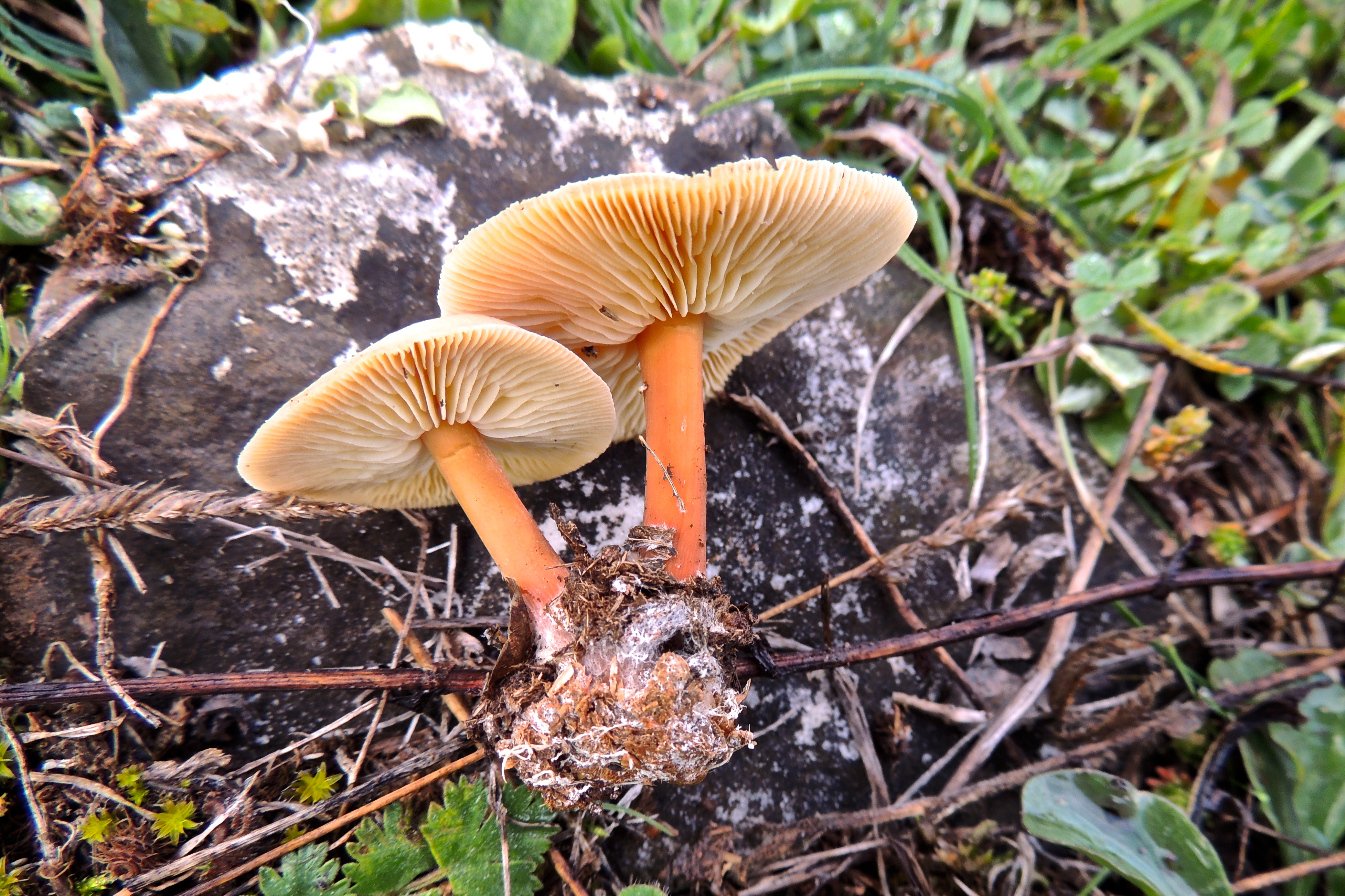
Gelbblättriger Waldfreund-Rübling Gymnopus ocior

## Ökologie und Bedeutung
Die meisten Arten der Blasssporrüblinge leben als Saprobionten in der Laub- und Nadelstreu. Der Spindelige Rübling (Gymnopus fusipes) ist möglicherweise ein Parasit an den Wurzeln verschiedener Laubbäume, hierbei vorzugsweise an Eichen, kann aber an toten Wurzeln auch saprob leben. Pilze der Artengruppe rund um den Gemeinen Waldfreund-Rübling (Gymnopus dryophilus s. l.) gelten als essbar.

## Systematik und Einengung der Gattung
Genetische Studien haben gezeigt, dass die Blasssporrüblinge trotz der Ähnlichkeit mancher Arten mit Vertretern der Schwindlingen (Gattung Marasmius, Familie der Schwindlingsverwandten) näher mit der Gattung Omphalotus verwandt sind und daher zur Familie der Omphalotaceae gehören.
Die früher breit aufgefasste Gattung der Blasssporrüblinge stellte sich als polyphyletisch heraus. Aus diesem Grund wurden knapp 30 Arten aus der Gattung herausgenommen und in die Gattungen Collybiopsis, Connopus, Gymnopanella, Paragymnopus und Pusillomyces überführt und knapp 30 Arten als zu den Blasssporrüblingen im engen Sinn zugehörig bestätigt. Die vielen, weiteren Arten, die bislang in der Gattung der Blasssporrüblinge geführt wurden, bedürfen noch der genetischen Bestätigung ihrer Gattungszugehörigkeit.
Folgende Europäische Arten wurden aus der Gattung der Blasssporrüblinge in andere Gattungen überführt:
- Büscheliger Rübling (Connopus acervatus)[8]
- Üppiger Rübling (Collybiopsis luxurians)[2][7]
- Brennender Rübling (Collybiopsis peronata)[2][7]
- Braunscheibiger Schwindling (Collybiopsis quercophila)[2][7]
- Nadel-Blasssporrübling (Paragymnopus perforans)[2]